# The Wharf Holdings

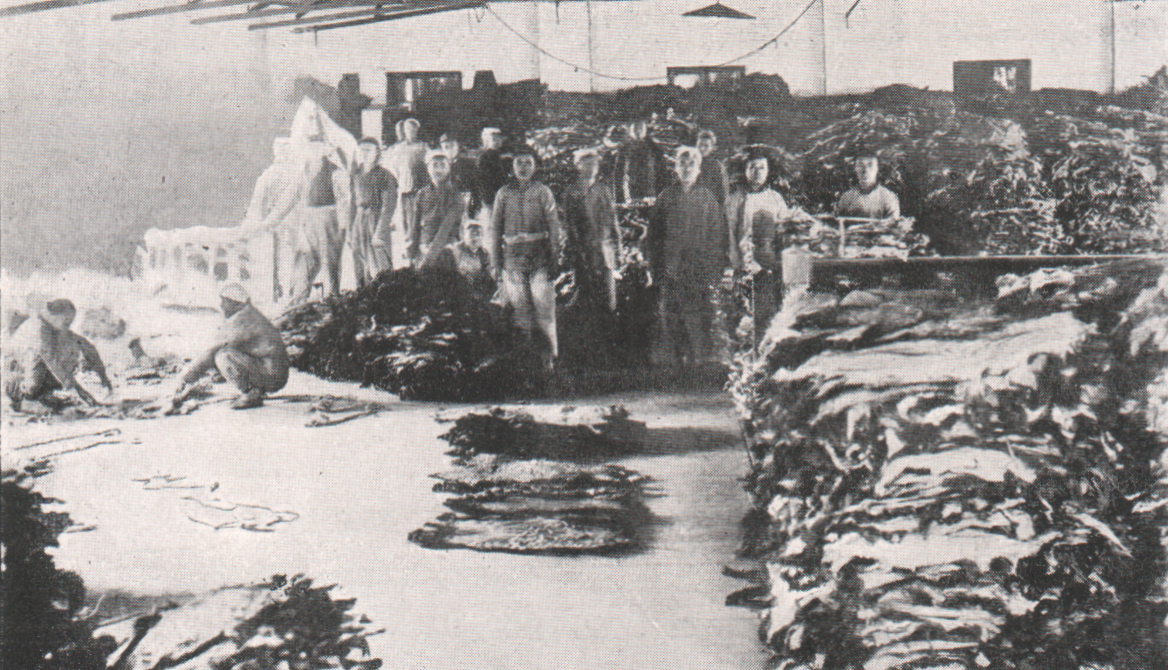
Almacén de pieles de The Warf, antes de 1912

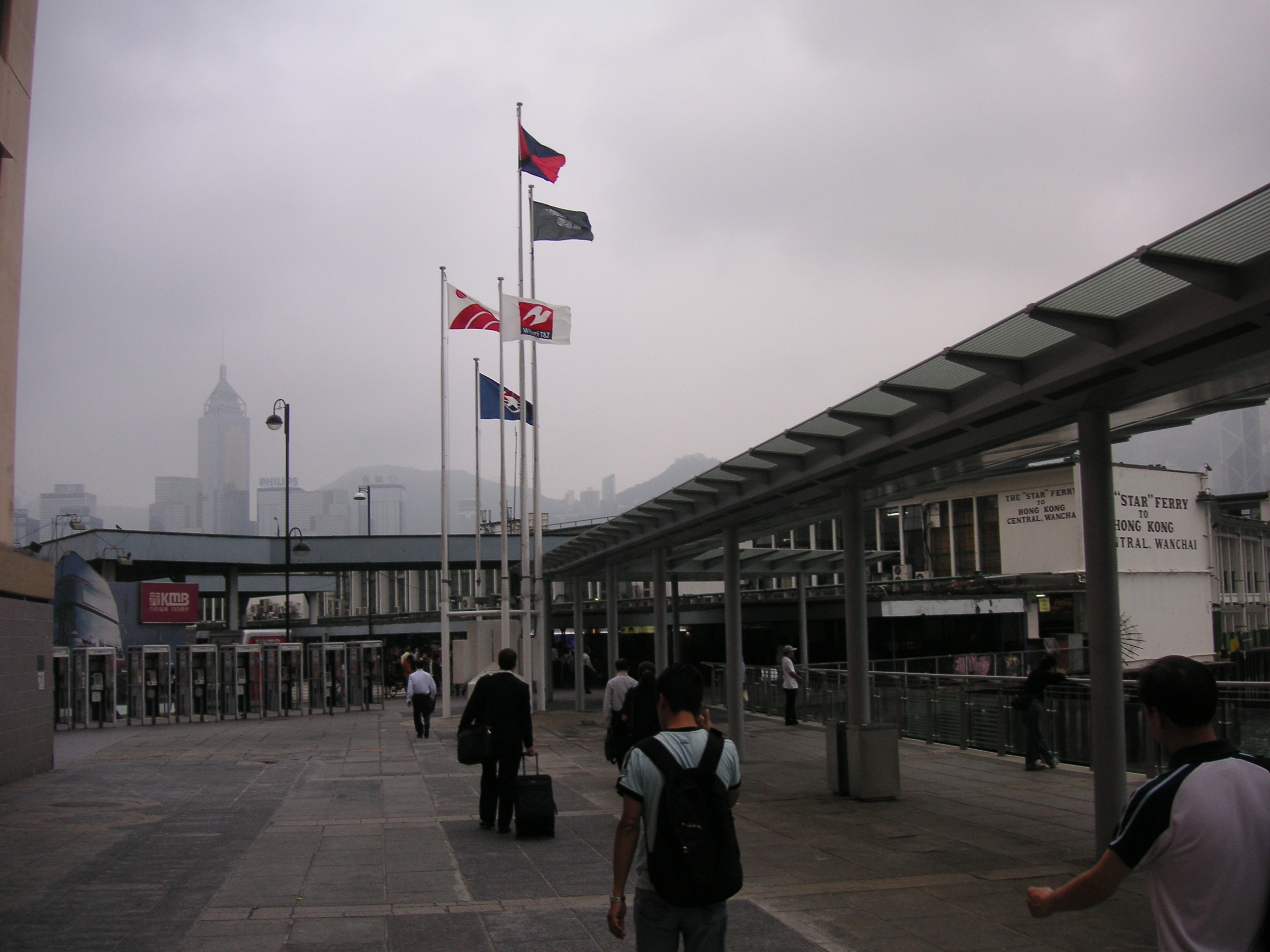
Five Flag Poles de The Wharf cerca del Muelle Star Ferry y la Terminal. Las cinco banderas son de The Wharf, Harbour City, Cable TV, Wharf T&T y Star Ferry.

The Wharf Holdings Limited (en chino tradicional, 九龍倉集團), o Wharf (九倉), (SEHK: 0004) es una empresa fundada en 1886 en Hong Kong, China. Como su nombre sugiere, la actividad original de la empresa era la gestión de muelles y almacenes del puerto, y era conocida originalmente como The Hong Kong and Kowloon Wharf and Godown Company, Limited. La compañía adoptó su nombre actual en 1986.  
El principal propietario de The Wharf es Wheelock & Co.
La empresa es aún la propietaria del Star Ferry, aunque este icono de Hong Kong constituye ahora una parte muy pequeña de la cartera de la empresa. Las Five Flag Poles, un conjunto de mástiles con banderas de la compañía, están a muy poca distancia del Muelle de Tsim Sha Tsui del Star Ferry y son un punto de interés local y un lugar de encuentro.
En una línea más moderna, la compañía posee los dos emblemáticos centros comerciales Harbour City y Times Square de Hong Kong. Ambos deben sus orígenes a la historia de la empresa, porque están construidos en el lugar del muelle original de la compañía y el depósito original del Tranvía de Hong Kong, antigua sucursal, respectivamente.
Otras posesiones en Hong Kong son i-CABLE, Cable TV, Wharf T&T, y Modern Terminals. La empresa también tiene muchas propiedades en Tsim Sha Tsui, Kowloon. 
Wharf Holdings también posee operaciones y proyectos residenciales en Singapur mediante su sucursal Wheelock Properties. Estas propiedades incluyen Wheelock Place y el antiguo Seaview Hotel.